# 산제이 & 크레이그
《산제이 앤드 크레이그》(영어: Sanjay and Craig)는 2013년 5월 25일부터 2016년 7월 29일까지 방영된 미국의 애니메이션 시리즈이다.